# Kunigal (Rural), Kunigal
Kunigal (Rural) là một làng thuộc tehsil Kunigal, huyện Tumkur, bang Karnataka, Ấn Độ.